# Where Do We Begin
Where Do We Begin är det första albumet med den andra uppsättningen av Made in Sweden inspelad 1976.
Producent: Dennis Ferrante och Made in Sweden. Tekniker: Dennis Ferrante. Teknisk assistans: Björn Almstedt. Inspelning och mixning: Europa Studios, Bromma, Sverige, 29 mars - 11 april 1976. Mastered: Record Plant Studio, New York, NY. 

## Låtlista[1]
Sida A
1. Where do we begin (Georg Wadenius-Dawn Thompson/Bill Tillman) (4:27)
2. Manhattan vibes (Wlodek Gulgowski) (7:05)
3. Pop-poem (Wlodek Gulgowski/Georg Wadenius-Brian Patten) (3:38)
4. Our man (Wlodek Gulgowski/Tommy Körberg/Georg Wadenius-Tommy Körberg) (5:02)

Sida B
1. We must be crucified (Wlodek Gulgowski-Tommy Körberg) (4:02)
2. Lady G (Wlodek Gulgowski) (4:13)
3. Sometimes (Georg Wadenius-Cynthia Weil) (1:49)
4. 43 sec. of arc per century (Pekka Pohjola) (10:02)

## Medverkande[1]
- Pekka Pohjola - elbas, flygel
- Jojje Wadenius – gitarr, kör, percussion
- Wlodek Gulgowski – keyboard, elpiano, minimoog, stråkar, klarinett
- Tommy Körberg – sång, percussion
- Vesa Aaltonen - trummor, percussion

### Fotnoter
1. 1 2 3 4  Polydor LP 2480 358 skivomslag
2. ↑  ”Made In Sweden - Where do we begin”. discogs.com. https://www.discogs.com/release/1559708-Made-In-Sweden-Where-Do-We-Begin. Läst 3 april 2024.